# Syndrome radiculaire
Le syndrome radiculaire,,, est principalement caractérisé par une radiculalgie qui est une douleur sur le trajet des fibres nerveuses issues de la racine affectée.

## Sources
1. ↑  « syndrome radiculaire », sur larousse.fr (consulté le 4 février 2018).
2. ↑  « Syndromes radiculaires, plexiques et tronculaires », sur cen-neurologie.fr (consulté le 4 février 2018).
3. ↑  « Chapitre XVI Certaines affections dont l'origine se situe dans la période périnatale (P00-P96) Traumatismes obstétricaux (P10-P15) », sur apps.who.int (consulté le 4 février 2018).
4. ↑  « Chapitre 2 - Pathologie du Nerf Périphérique  	 2.4 - Les syndromes et leurs étiologies 2.4.1 - Les syndromes radiculaires », sur chups.jussieu.fr (consulté le 4 février 2018).